# Gymnopiella vansomereni
Gymnopiella vansomereni är en tvåvingeart som beskrevs av Cresson 1946. Gymnopiella vansomereni ingår i släktet Gymnopiella och familjen vattenflugor.
Artens utbredningsområde är Kenya. Inga underarter finns listade i Catalogue of Life.